# Daniele Vergnaghi
Daniele Vergnaghi (ur. 16 września 1972 w Mediolanie) – włoski siatkarz, grał na pozycji libero. 61 razy wystąpił w reprezentacji Włoch.

## Sukcesy
- Zwycięstwo w Lidze Światowej: 1995
- Klubowe Mistrzostwo Świata: 1991
- Puchar Włoch: 2006